# 蓝色硅谷核心区

蓝色硅谷核心区标志

蓝色硅谷核心区（简称“蓝谷”）一个位于青岛市即墨区的以海洋为主要特色的高科技研发以及高技术产业集聚区域，成立于2012年1月。蓝色硅谷核心区位于崂山北侧，东濒胶州湾，西邻即墨区中心，包括温泉街道和鳌山卫街道的全部区域，规划总面积约443平方公里，陆域总面积约218平方公里。
2014年12月16日由国家发改委、教育部、科技部、工业和信息化部和国家海洋局联合批复的《青岛蓝色硅谷发展规划》规定：蓝谷实行“一区一带一园”的布局方案，其中“一区”为蓝色硅谷核心区；“一带”为以核心区向南延伸至崂山区科技城，形成的一条海洋科技创新及成果孵化带；一园为高新区胶州湾北部园区。
蓝谷核心区内目前规划和建设有北京航空航天大学青岛校区、海洋水下设备试验与检测技术国家工程实验室、中国航天科技集团第十三研究所、西北工业大学青岛研究院等众多高校和科研机构。
根据《青岛蓝色硅谷核心区管理暂行办法》规定，青岛蓝色硅谷核心区的管理机构是“青岛蓝色硅谷核心区管理局”，最高决策机构是“青岛蓝色硅谷核心区理事会”。